# Frédéric Lachkar
Frédéric Lachkar (Parigi, 1º marzo 1968) è un attore francese.
È l'attuale direttore di Mater Lingua che raggruppa France Théâtre, la più importante compagnia di teatro francese in Italia. España Teatro e Broadway to English rispettivamente per gli spettacoli in lingua spagnola e inglese. I suoi spettacoli in lingua sono seguiti da oltre 200.000 studenti ogni anno in Italia. Viene inoltre impiegato come doppiatore madrelingua francese.
Ha frequentato la scuola nazionale di arte drammatica  Cours Simon (archiviato dall'url originale il 5 settembre 2012) di Parigi; ha vinto il Premio per l'interpretazione in "Jacques le Fataliste" di Diderot al Teatro de l'Atelier nel 1992.

## Biografia
Diplomato al Cours Simon di Parigi, riceve il premio Laurence Constant. Comincia la sua carriera a Parigi tra teatro e televisione. Arrivato in Italia nel 1998, crea insieme al Professor Jean-Dominique Durand, direttore del Institut français Saint-Louis de France e consigliere culturale dell'Ambasciata francese presso la Santa Sede, una scuola di teatro in lingua francese. Il successo è immediato e il teatro francese di Roma ( Théâtre français de Rome.) nasce nel 2000. Sviluppa un metodo di apprendimento delle lingue attraverso l'utilizzo dell'arte drammatica: il metodo teatrolingua.

## Teatrografia

### Attore
- Merci Monsieur Courteline (1993);  regia di François Ha-Van - Théâtre du Bec Fin - Paris
- La mamma di André Roussin (1994); Théâtre Tête d’Or - Lyon
- Le Procès de Shamgorod di Elie Wiesel (1996); Théâtre du Tambour Royal - Paris
- Becket ou l’honneur de Dieu di Jean Anouilh (2000) Henri II
- Cyrano de Bergerac di Edmond Rostand (2001)
- Dom Juan di Molière (2002)
- La Guerre de Troie n’aura pas lieu di Jean Giraudoux (2003)
- Petits crimes conjugaux di Éric-Emmanuel Schmitt (2005)
- Les Emigrés di Sławomir Mrożek, con Roberto Ciufoli (2006)
- Alice delle Meraviglie di Lewis Caroll - regia Emanuela Giordano con Masha Musy - Teatro India - Roma e tournée nazionale (2007)
- Via Tarquinia 20 - regia Emanuela Giordano - Teatro Eliseo (2007)

### Autore e regista
- De Jean-Baptiste à Molière (1999)
- Farces et Troubadours (2000)
- Boulevard Saint-Germain (2002)
- Monopolis - Musical (2003)
- Paris 1900 (2004)
- Molière et le Roy (2004)
- La Cour des Miracles (2005)
- Banlieues Show (2006)
- On connaît la chanson (2007)
- M comme Molière (2008)
- Paris Paname (2009)
- 1968 (2009)
- Montmartre (2009)
- Saint-Germain-des-Prés (2010)
- Brocéliande (2010)
- Sans-Papiers (2011)
- Jean et Jean-Baptiste (2011)[3]
- Kabaret  (2012)
- Révolution 68 (2013)
- Clandestinos (2013)[4][5]
- Notre Dame des Banlieues (2014)
- 6Rano 3.0 (2015) con
- Tenor Dee Jay (2015)
- Calais Bastille (2016)
- La Vida es Sueno (2016)
- Romeo4Juliet (2016)
- Saint-Germain des Près (2017)
- La Barraca (2017)
- Piccadilly (2017)
- Rêvolution (2018)
- Operacion Ibiza (2018)
- Radio Caroline (2018)
- Oranges Amères[6] (2019)
- Siempre Frida[7] (2019)
- Ubuntu (2019)
- Maître Mô (2021)
- Cervantes y Saavedra (2021)
- Romeo@Juliet (2021)
- Quijote (2022)
- Mandela (2022)
- Maître Mô (2022)
- Picasso (2023)
- Alice's World (2023)
- Misérables 93 (2023)
- Comedia Sin Titulo (2024)
- London Echoes (2024)
- Garçon de Café (2024)

## Filmografia

### Cinema
- Come la trovi Roma?, regia di Javier Monzon e Riccardo Bellucci
- Il temporale di Padron Jusufreal, regia di Gian Vittorio Baldi (1999)

### Televisione
- Le collège des coeurs brisés - (Gérard) - Serial TV (1992)
- Le Temps des Crocodiles, regia di Stéphane Bertin (1993)
- Le Littéraire et la scientifique  regia di Stéphane Bertin (1994)
- Le Miracle de l'Amour - Serial TV (1995)
- Les Gromelot et les Dupinson - (Pierre-Alain bis "Junior") - Serial TV (1995)
- Les années Décibels (1995)
- Les Cerises sur le gâteau con Anne Roumanoff (1998)
- Sur la vie de ma mère! - (Max Fellous) - Serial TV (1999)

## Doppiaggio

### Cinema
- Ewan McGregor in La bella e la bestia[8]
- Mathieu Amalric in Quantum of Solace[9]
- Louis Garrel in Rifkin's Festival
- Omar Sy in Inferno
- Jonathan Zaccaï in Robin Hood
- François Civil in Necropolis - La città dei morti
- Rossif Sutherland in Timeline - Ai confini del tempo
- William Nadylam in Animali fantastici - I crimini di Grindelwald
- Amr Waked in Geostorm
- Benjamin Thys in The Meyerowitz Stories
- Adan Jodorowsky in 2 giorni a Parigi
- Bennett Taylor in Prey

### Televisione
- Henri Lubatti in Zoo, C'era una volta
- Gilles Marini in Brothers & Sisters - Segreti di famiglia
- Mike Dopud in Mistresses - Amanti

## Radio
- La dolce vita (1998)
- O'Zen (1996-1997 )